# Peruánská kuchyně

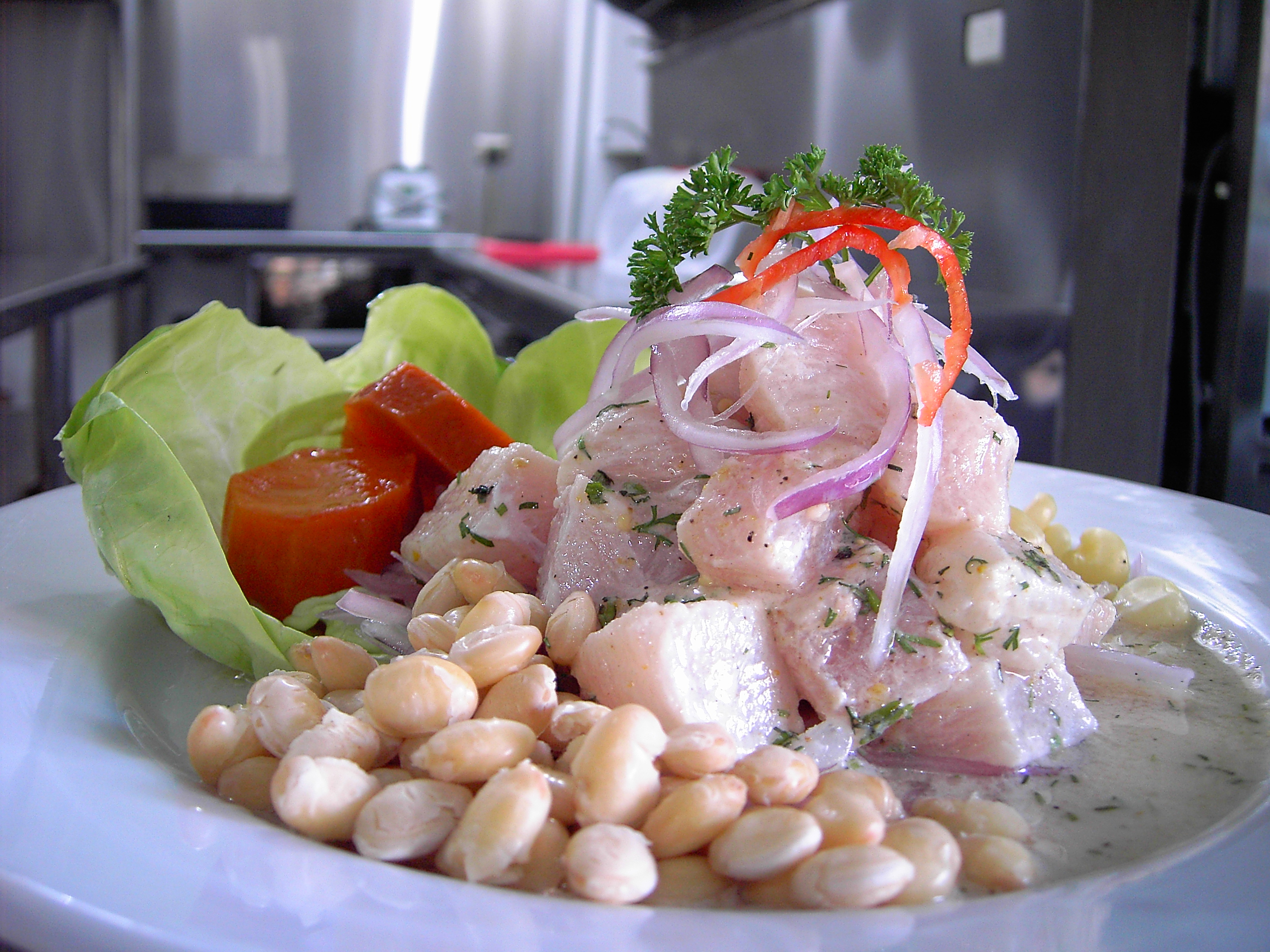
Ceviche

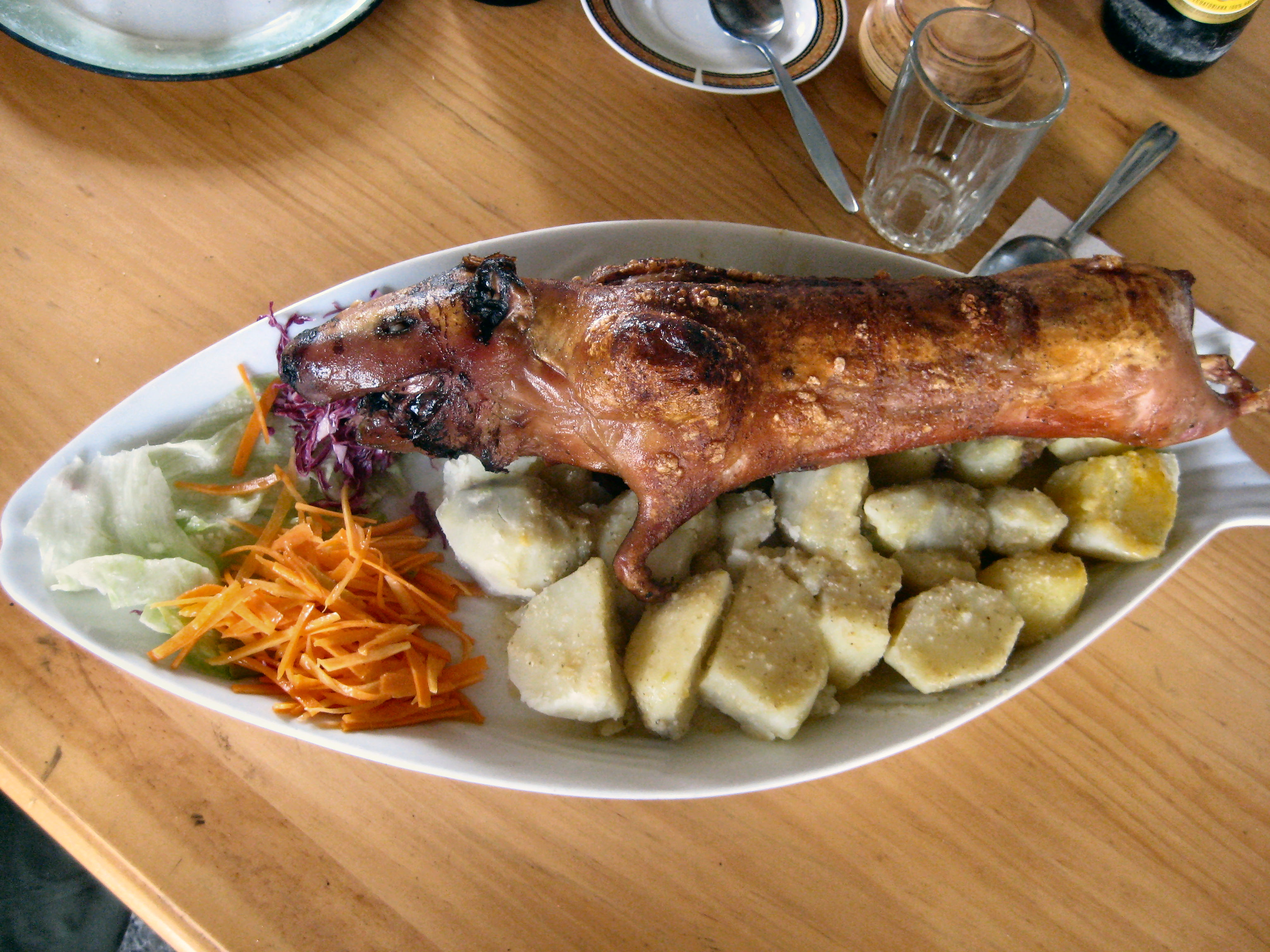
Cuy, grilované morče

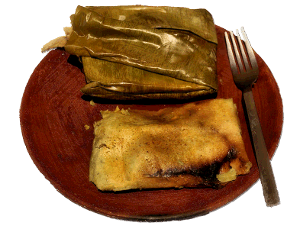
Tamales

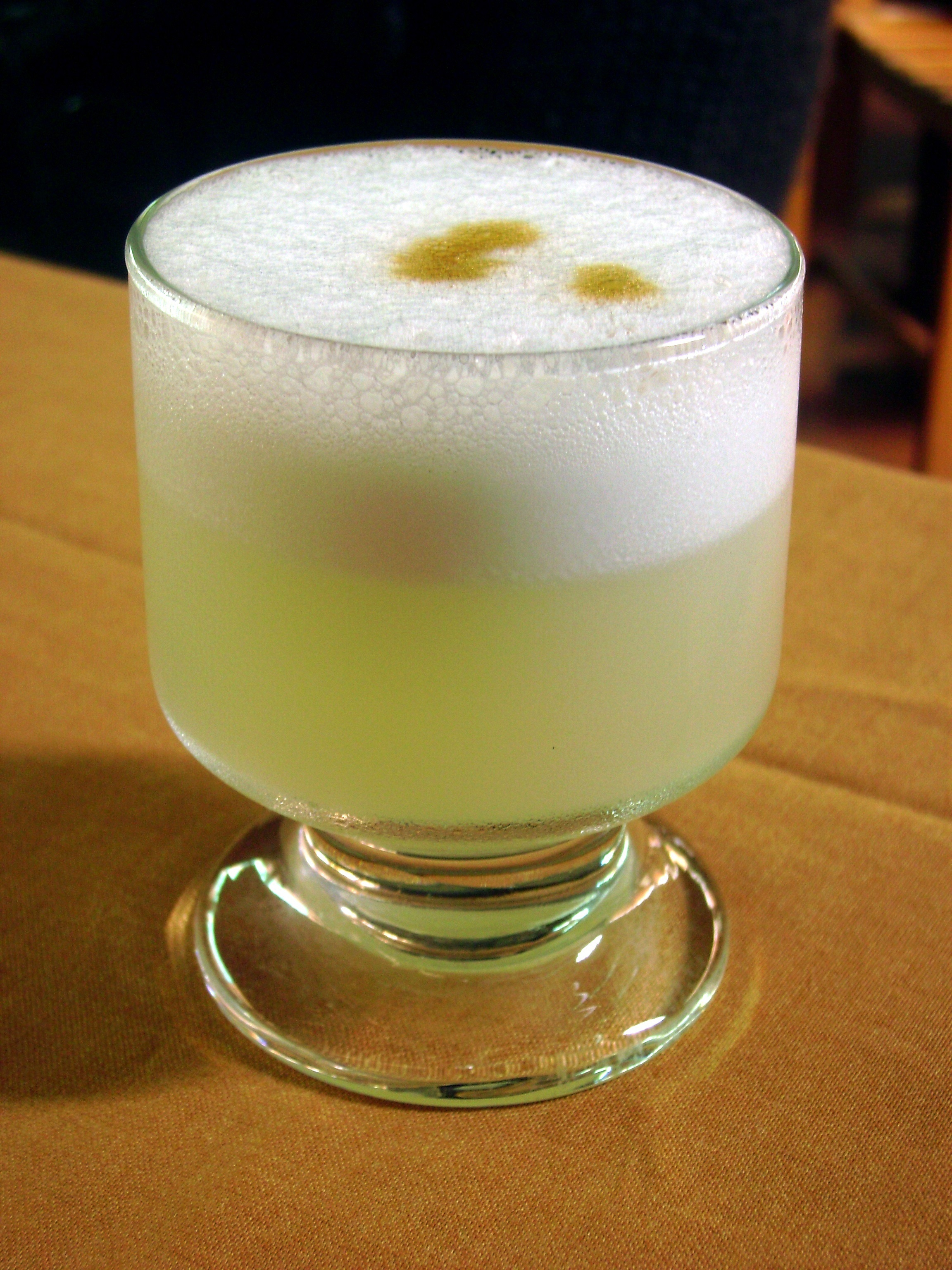
Pisco sour

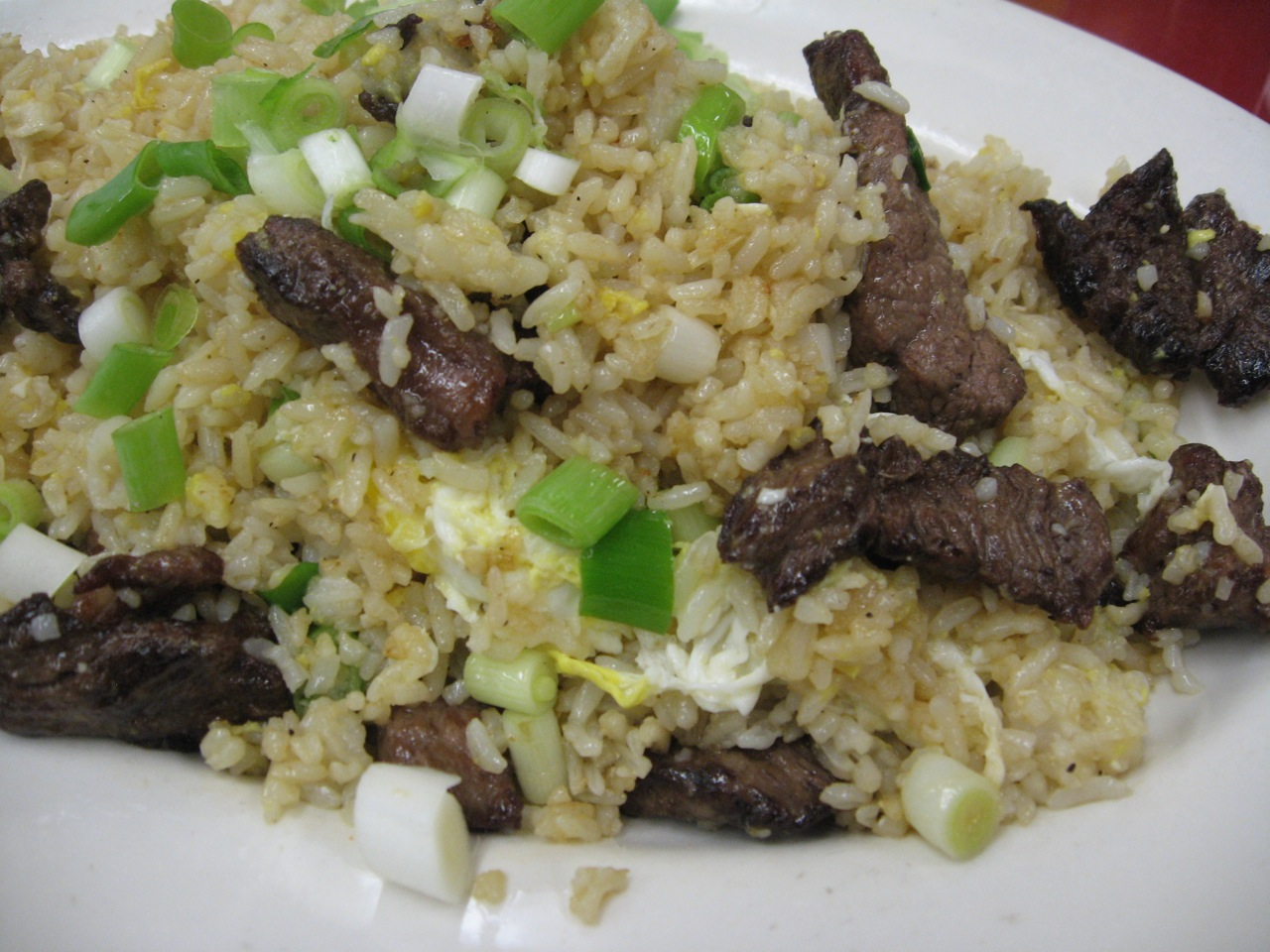
Arroz chaufa

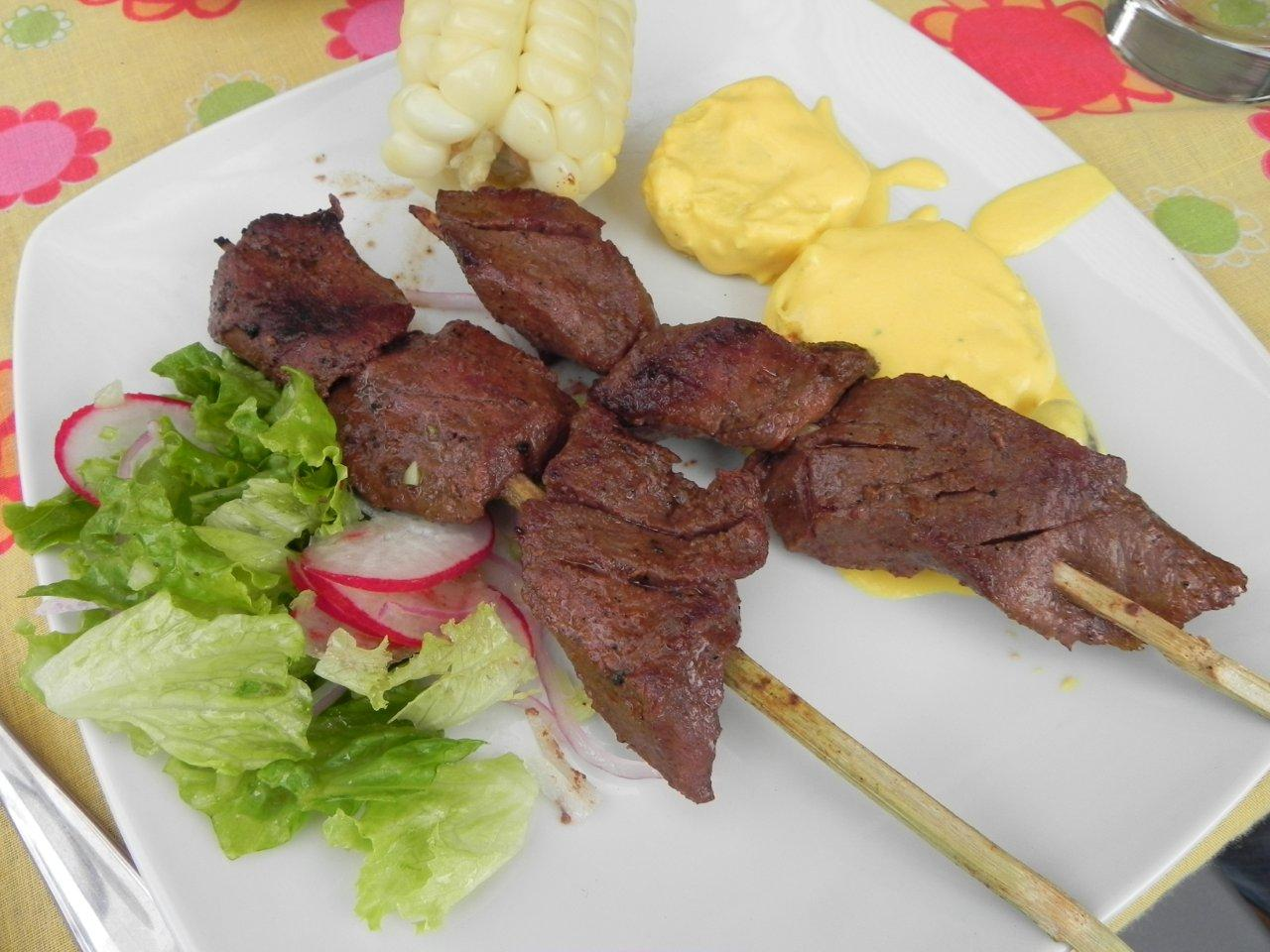
Anticuchos

Peruánská kuchyně (španělsky: Gastronomía del Perú) vychází z vlivů kuchyně Inků a dalších indiánských kmenů, španělské kuchyně, čínské kuchyně, africké kuchyně, ale i italské, německé nebo japonské kuchyně.
Mezi tradiční základní suroviny peruánské kuchyně patří brambory (kterých je v Peru dostupných stovky druhů), kukuřice, quinoa, luštěniny a různé hlízy (jako je oka, lichořeřišnice nebo melok). Španělé do Peru přivezli pšenici, rýži, citróny a hovězí, vepřové a kuřecí maso.
Peruánské pokrmy bývají typicky velmi pikantní, používá se několik druhů chilli (nejpopulárnější druh chilli je ají).

## Příklady peruánských pokrmů
Příklady peruánských pokrmů:
- Ceviche, syrové ryby nebo mořské plody podávaná pokapané citrónem nebo limetkou a s chilli a bylinkami. Jako příloha se často podávají brambory. Ceviche se podává především v pobřežních oblastech Peru.
- Cuy, opečené morče podávané vcelku, často s bramborami nebo maniokem. Tento pokrm se podává především v horských oblastech.
- Tamales, směs kukuřice a masa zabalená v banánovém listu
- Arroz chaufa, smažená rýže po čínsku, podávaná s masem pokrájeným na nudličky. V některých regionech se rýže nahrazuje quinou.
- Picarones, sladký dezert z dýně
- Anticucho, špíz z hovězích srdcí
- Chicharron, smažené plátky vepřového masa nebo vepřové kůže
- Papa rellena, plněná brambora
- Empanada, plněná kapsy z těsta
- Papas a la Huancaina, plátky brambor podávané s pikantní sýrovou omáčkou
- Mazamorra morada, dezert. Jedná se o kaši z fialové kukuřice, někdy ochucenou skořicí

## Příklady peruánských nápojů
Příklady peruánských nápojů:
- Pisco, pálenka z vína, která má 45% alkoholu a je rozšířená také v Chile
- Pisco sour, koktejl z pisca, citrónové šťávy, vaječného bílku, cukru a ledu
- Jugo, ovocná šťáva
- Chica, kukuřičné pivo
- Chica morada, nealkoholický nápoj z fialové kukuřice ochucený hřebíčkem
- Inca Kola, sladká limonáda
- Víno, vinařství je provozováno především v regionu Ica

## Regionální kuchyně
Kuchyně se v každém regionu Peru poměrně liší:
- Kuchyně pobřežních oblastí pochopitelně používá více ryb a mořských plodů. Nejtypičtějším pokrmem tohoto regionu je již zmiňované ceviche.
- V kuchyni horských oblastí (pohoří Andy) jsou základní potravinou brambory, právě odsud pochází již zmíněné pokrmy papa rellena a papas de la Huancaina. Populární je zde také maso z morčat, cuy. V kuchyni horských oblastí se používají také ryby, především v oblasti kolem jezera Titicaca.
- V kuchyni amazonského pralesa patří mezi základní potraviny banány, maniok nebo rýže. Z masa se používá především kuřecí a rybí (například piraní), ale i želví aj. V Amazonii je dostupné velké množství tropického ovoce, například camu camu, ovoce které obsahuje 40x více vitamínu C než kiwi. Mezi další pokrmy patří juane (pokrm z rýže, vajec a masa) nebo chapo (nápoj z plantainů).
- Kuchyně hlavního města Lima je směsí mnoha vlivů, je zde ale nejsilnější vliv čínské kuchyně v celém Peru. Mezi podávané pokrmy patří například smažená rýže arroz chaufa. Podává se také mnoho pokrmů z vnitřností.